# لنگرگاه موگا
لنگرگاه موگا (استونیایی: Muuga sadam) بزرگترین بندر کشتی باری در استونی است که در جنوب خلیج فنلاند در ۱۷ کیلومتری شرق تالین و در شهر ماردو قرار دارد.
این بندر و لنگرگاه مساحت ۵٫۲۴ کیلومتر مربع (۲٫۰۲ مایل مربع) در زمین و ۷٫۵ کیلومتر مربع (۲٫۹ مایل مربع) از آب را در بر می‌گیرد. میزان معمول جابه‌جایی بار سالانه در این بندر حدود ۲۰ تا ۳۰ میلیون تن است.

## نگارخانه

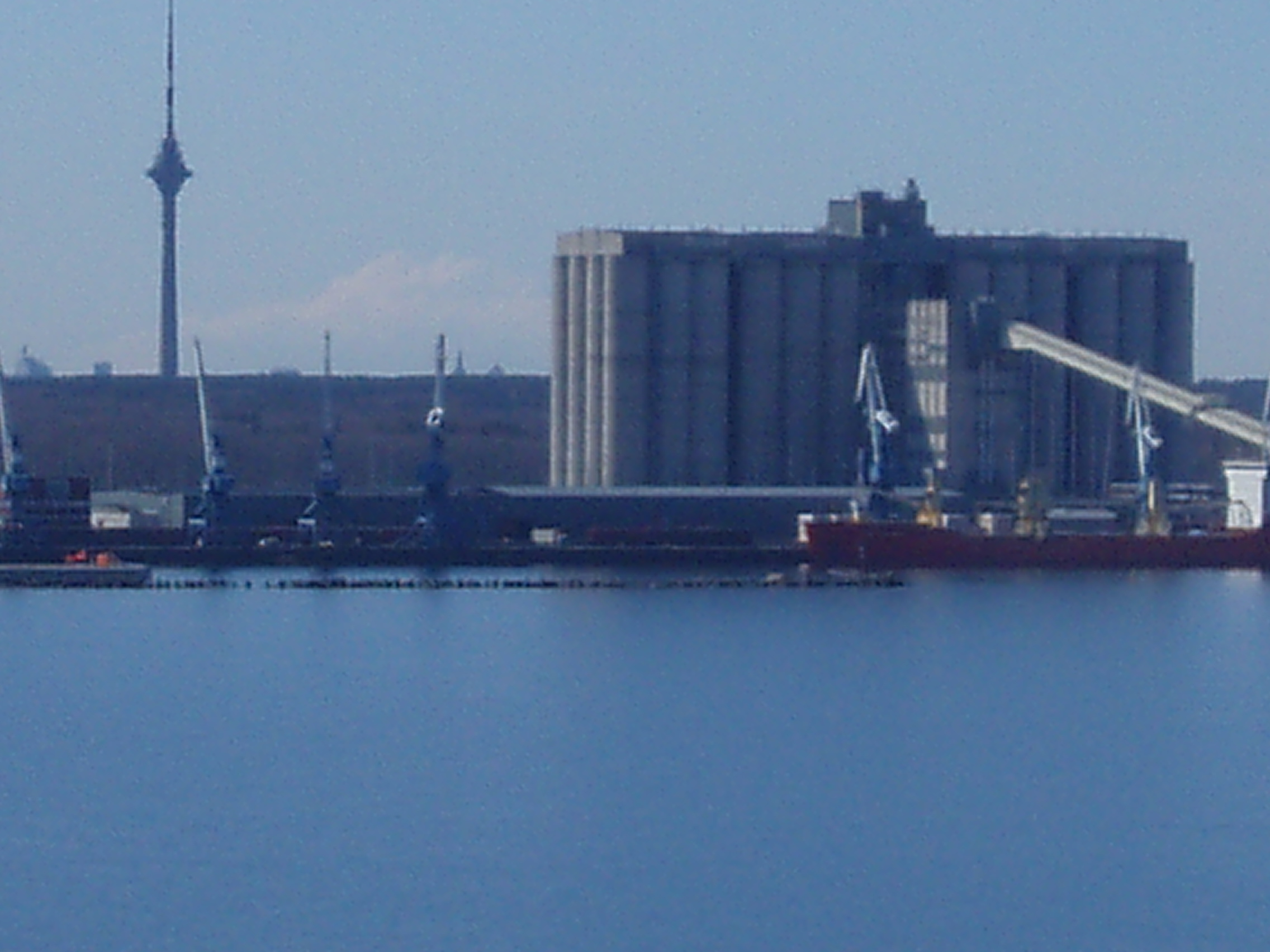
Grain terminal
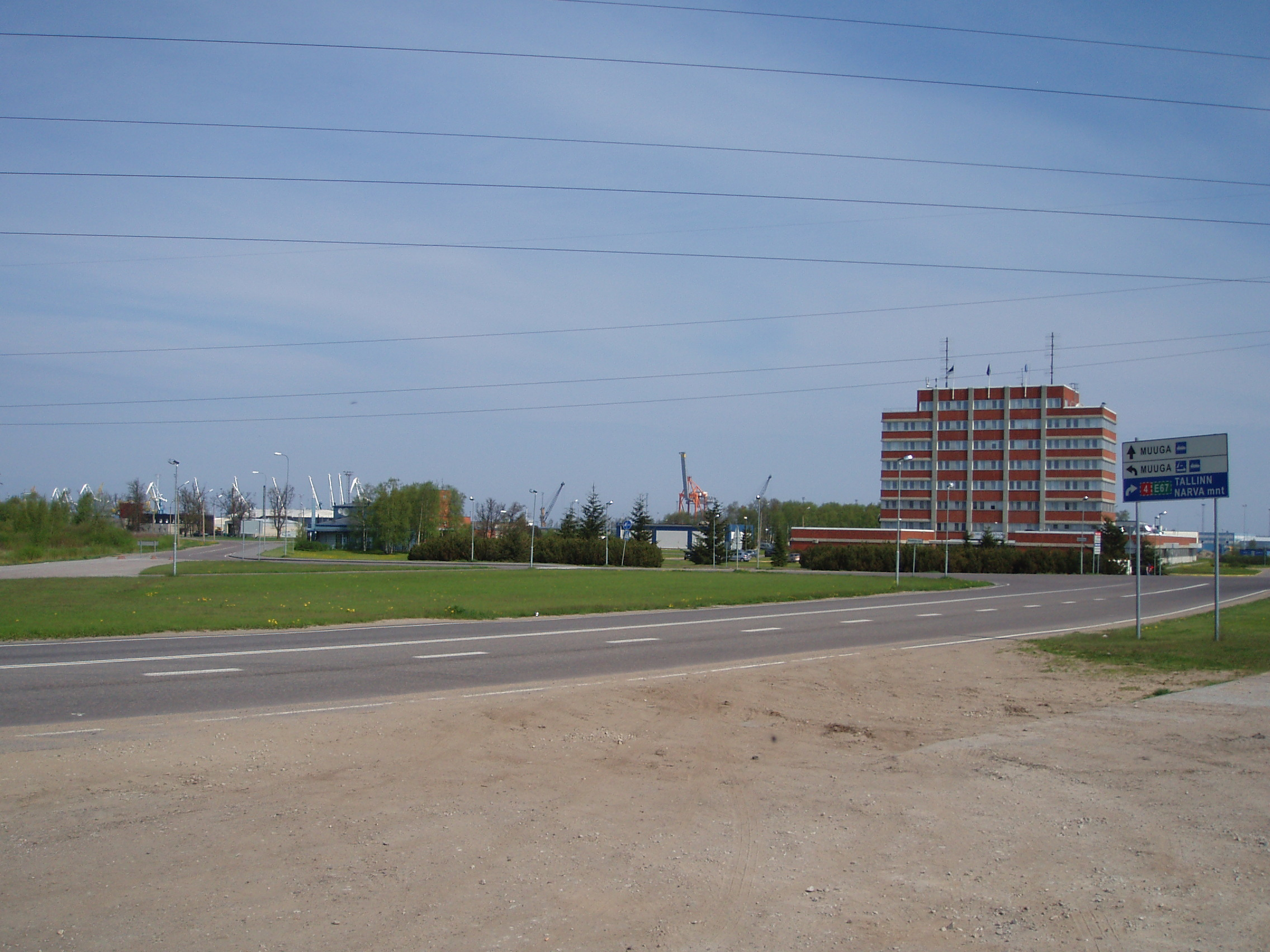
The headquarters
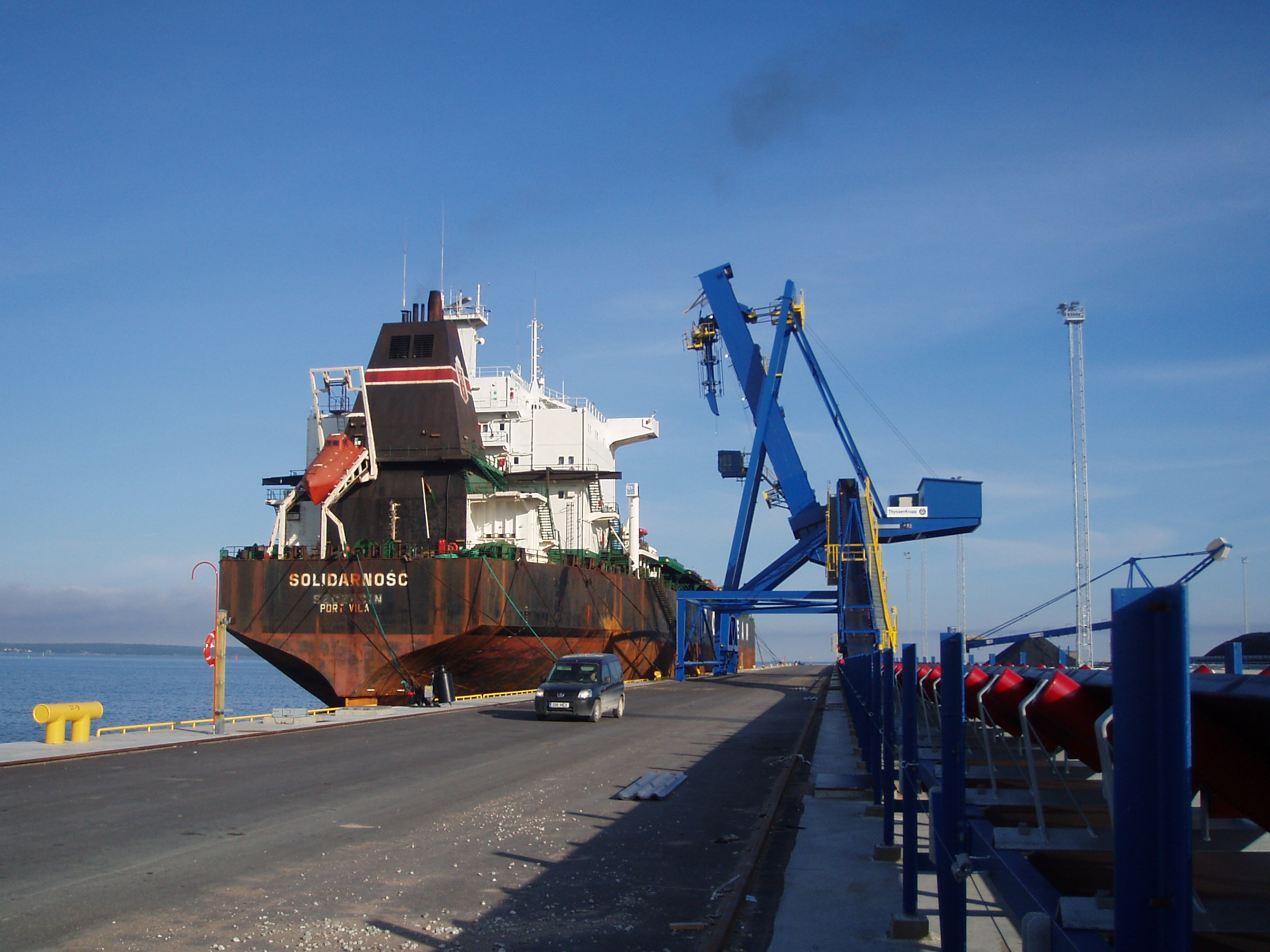
First ship at the Muuga Coal Terminal
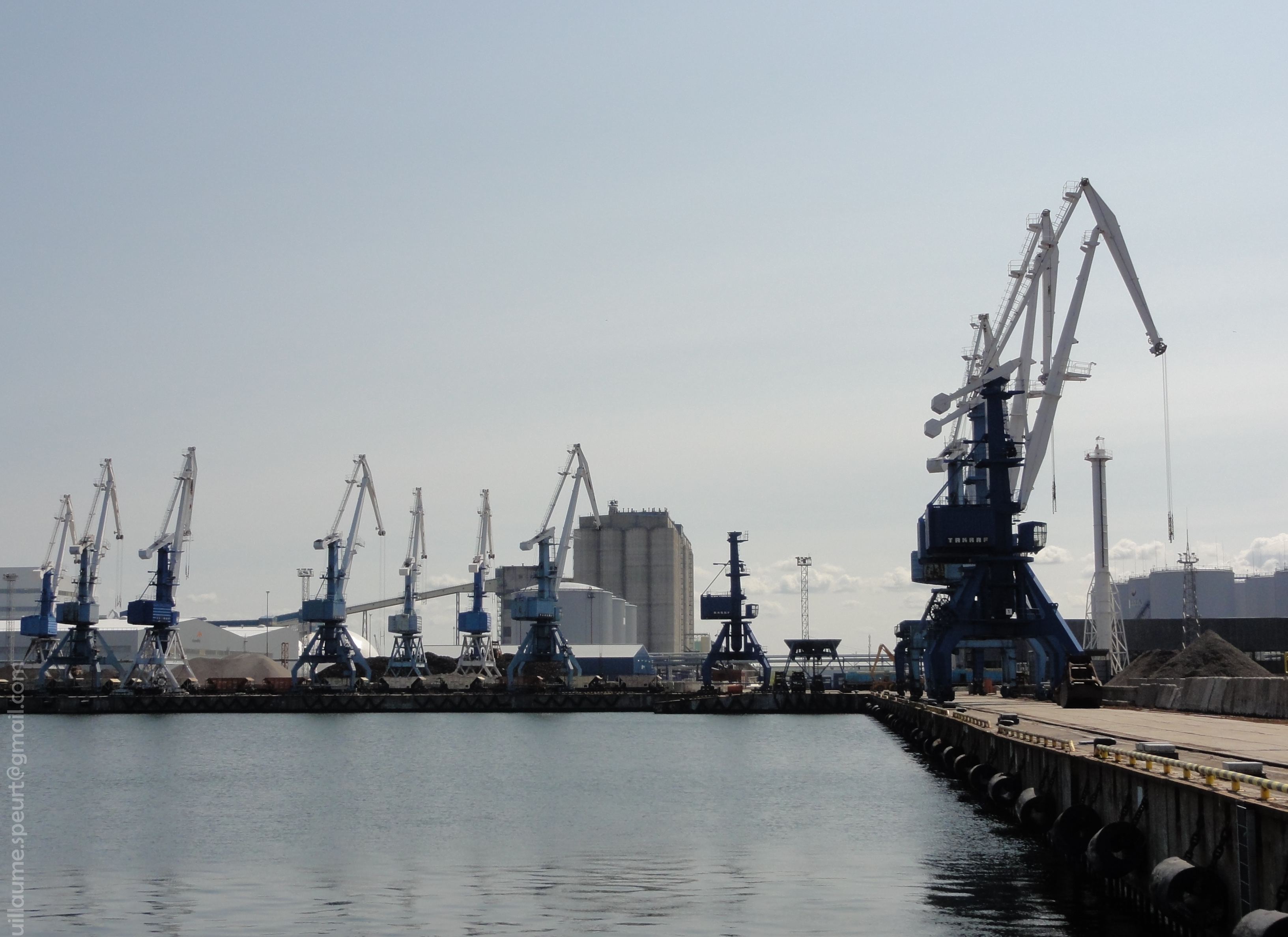